# Hamburg (Südafrika)
Hamburg ist eine Stadt in der südafrikanischen Provinz Ostkap an der Küste des Indischen Ozeans. Sie liegt zwischen East London und Port Alfred in der Lokalgemeinde Ngqushwa am Ufer des Keiskamma River. 2011 hatte Hamburg 1348 Einwohner in 454 Haushalten auf einer Fläche von 10,87 Quadratkilometer. Dies entspricht einer Bevölkerungsdichte von 124 Einwohnern/km².
Hamburg ist ein Fischerdorf an der Mündung des Keiskamma River. Nahe Hamburg befindet sich das Hamburg Nature Reserve, ein Naturpark, der vom zuständigen südafrikanischen Ministerium unterhalten wird.

## Geschichte
Hamburg wurde Mitte des 19. Jahrhunderts von ehemaligen deutschen Söldnern des Krimkriegs gegründet. Das Gebiet Hamburgs befand sich dabei um 1854 an der Grenze zwischen der Kapkolonie und Britisch-Kaffraria. Im Zuge der weiteren britischen Expansion in Südafrika wurde der Ort ein Teil der Kapkolonie und nach der Bildung der Südafrikanischen Union 1910 folglich ein Teil der Kapprovinz.
Hamburg gehörte von 1961 bis 1994 zum damaligen Homeland Ciskei.

## Bevölkerung
95,8 Prozent der Einwohner sind Schwarze, gefolgt von 4 Prozent Weißen. isiXhosa ist die Muttersprache von mehr als 91 Prozent der Einwohner Hamburgs. 4,9 Prozent geben Englisch als ihre Muttersprache an, 1,6 Prozent Xitsonga.
7,6 Prozent der Einwohner im Alter ab 20 Jahren verfügt über einen höheren Bildungsabschluss. Annähernd jeder 10. Einwohner ist nie zur Schule gegangen.

## Infrastruktur
Knapp jeder neunte Haushalt in Hamburg hat einen Trinkwasseranschluss im Haus, 88 Prozent verfügen über Elektrizität, wobei nur 7 Prozent über eine an das öffentliche Abwassersystem angeschlossene Toilette verfügen (sämtliche Angaben Stand 2011).

## Galerie

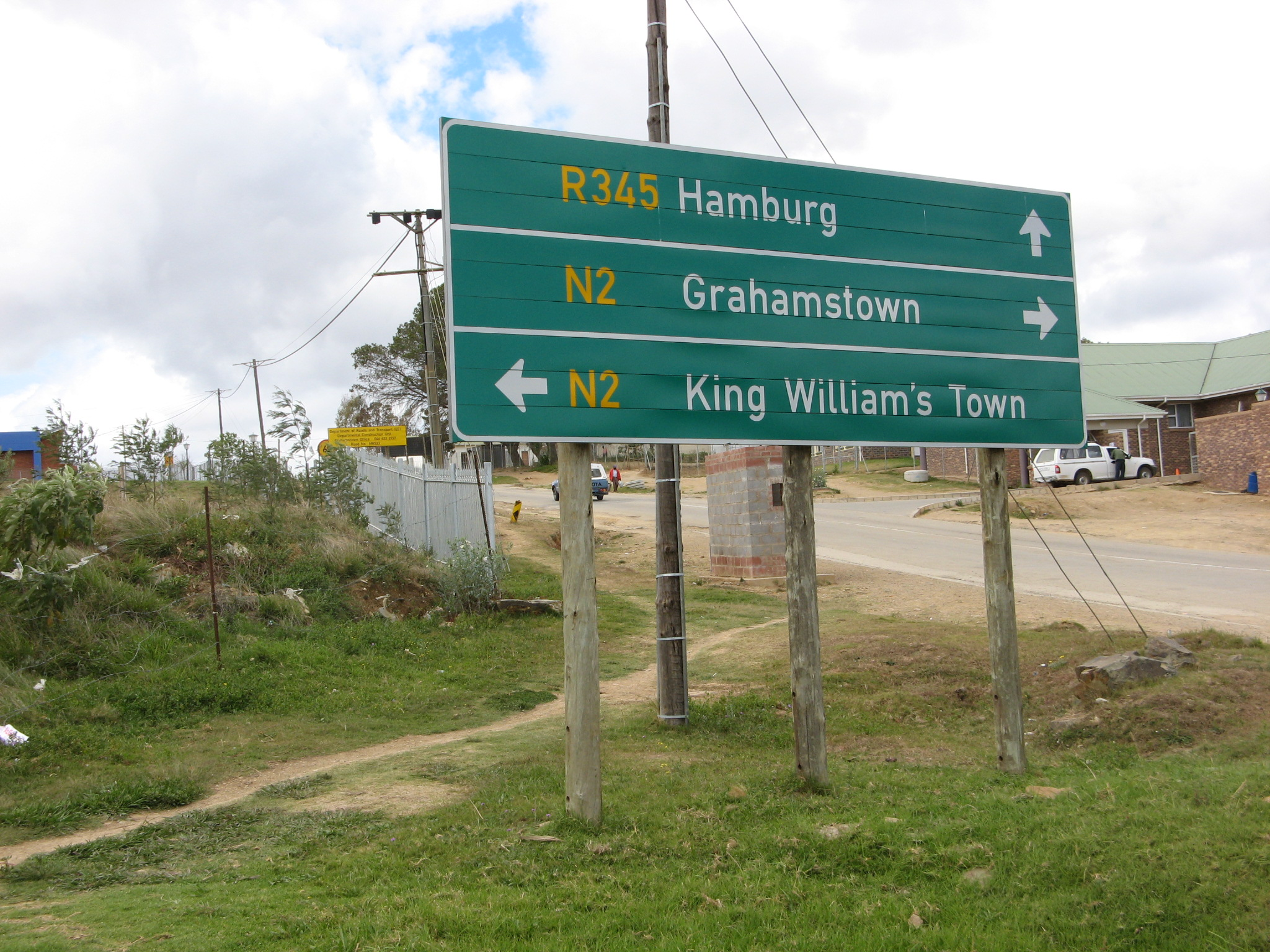
Wegweiser nach Hamburg an der N2
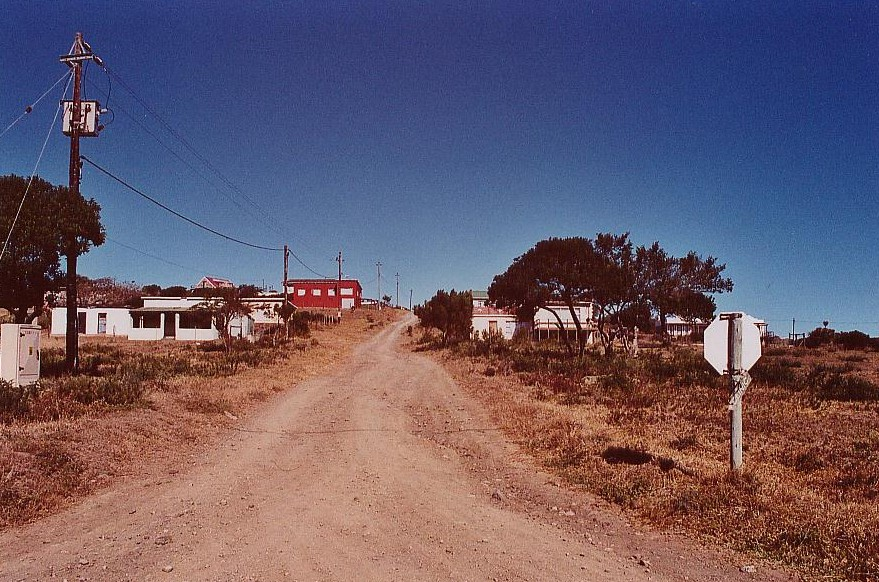
Hauptstraße von Hamburg
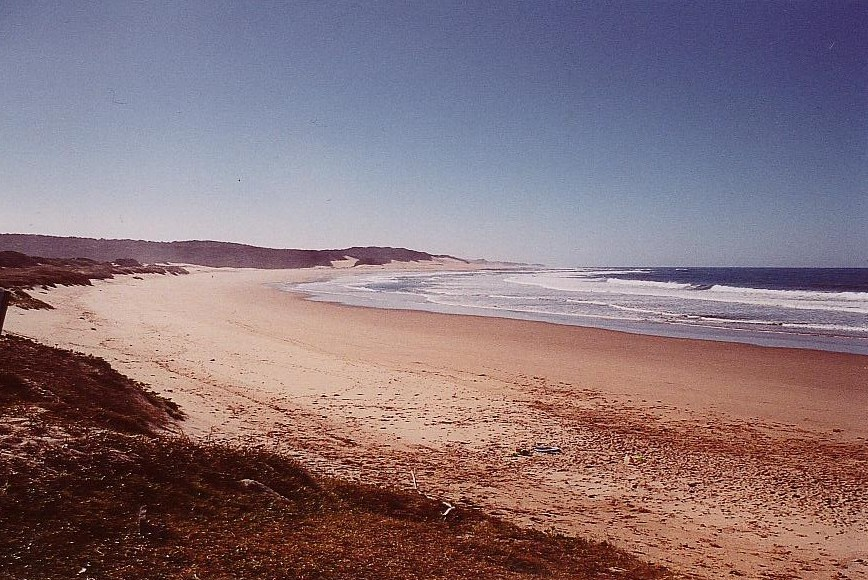
Strandabschnitt bei Hamburg